# Tadeusz Nożyński
Tadeusz Nożyński (ur. 28 października 1904 w Tenczynku, zm. 21 sierpnia 2000 w Wągrowcu) – doktor filozofii, historyk, wychowawca, nauczyciel tajnego nauczania, poliglota, animator kultury, muzyk, satyryk, bibliotekarz, regionalista.

## Życiorys
W latach 1923–1927 studiował historię, nauki o państwie oraz pedagogikę na Uniwersytecie Poznańskim im. Adama Mickiewicza (obecnie UAM). Zajmował się studiami nad średniowieczem, pod kierunkiem profesora Kazimierza Tymienieckiego napisał pracę dyplomową „Żydzi w Poznaniu w wiekach średnich”. W 1931 zdał egzamin i otrzymał kwalifikacje nauczyciela szkół średnich, tym samym Kuratorium Okręgu Szkolnego Poznańskiego przyznało mu tytuł profesora. W 1948 uzyskał dyplom magistra filozofii, a w 1949 roku Dziekanat Wydziału Humanistycznego Uniwersytetu Poznańskiego im. A. Mickiewicza nadał mu tytuł doktora (na podstawie pracy „Cech Złotniczy poznański”).
W 1927 rozpoczął pracę w gimnazjum w Krotoszynie. Następnie, w latach 1929–1937, pracował jako nauczyciel historii w Seminarium Nauczycielskim w Wągrowcu. Szkoła zmieniła nazwę na Państwowe Liceum Pedagogiczne, Tadeusz Nożyński pracował tam do 1939 roku.
W czasie wojny przeniósł się do Częstochowy, gdzie pracował w niemieckim Urzędzie Pracy (dział poradnictwa zawodowego). Dzięki temu udało mu się uratować wiele osób przed wywiezieniem do Niemiec. W Częstochowie powstała inicjatywa tajnych kompletów, nauczania na poziomie szkoły średniej i studiów wyższych, których organizatorem był profesor Zdzisław Grot. Tadeusz Nożyński prowadził zajęcia w sekcji historycznej na Wydziale Humanistycznym UZZ. Obejmowały m.in. wykłady z nauk pomocniczych historii, głównie paleografię i dyplomatykę i odbywały się przy ulicy Kilińskiego nr 7 w mieszkaniu harcmistrza Śniegockiego. Mieszkanie stało się nieformalną centralą polskiego tajnego nauczania. Tuż obok pod numerem 10 siedzibę miała komenda gestapo. Dzięki kontaktom z ojcem Polikarpem, bibliotekarzem na Jasnej Górze, udało się uzyskać cenne materiały niezbędne w nauczaniu.
Po wojnie wrócił do Liceum Pedagogicznego w Wągrowcu. W 1949 roku przeniósł się do Liceum Ogólnokształcącego, gdzie pracował do 1951 roku. Następnie od 1951 roku obejmował stanowisko wicedyrektora i kierownika w dziale administracyjnym Wojewódzkiej Biblioteki Pedagogicznej w Poznaniu. W latach 1957–1968 był dyrektorem tej biblioteki.
W latach 1929–1957 był uczestnikiem Koła Śpiewaczego i Chóru Nauczycielskiego w Wągrowcu; wiceprezesem tej organizacji (1933–1939), prezesem (1957–1962), zastępcą dyrektora (1957–1962) i dyrektorem (1974–1975). Przez 31 lat pełnił też funkcję prezesa (często także dyrygenta) Koła Śpiewackiego i Muzycznego im. F. Chopina w Wągrowcu, którego kierownikiem artystycznym był w tamtym czasie Bronisław Zieliński. Związany był także z Towarzystwem Przyjaciół Ziemi Pałuckiej, w którym wydawał zeszyty historyczne. 
Członek Korporacji Akademickiej „Chrobria” w Poznaniu, ppor. rez. 61. Pułku Piechoty.
Po przejściu na emeryturę, w latach 1970–1995 pracował charytatywnie w Bibliotece Pedagogicznej w Wągrowcu. Zmarł 21 sierpnia 2000 roku w Wągrowcu.

## Nagrody i upamiętnienia

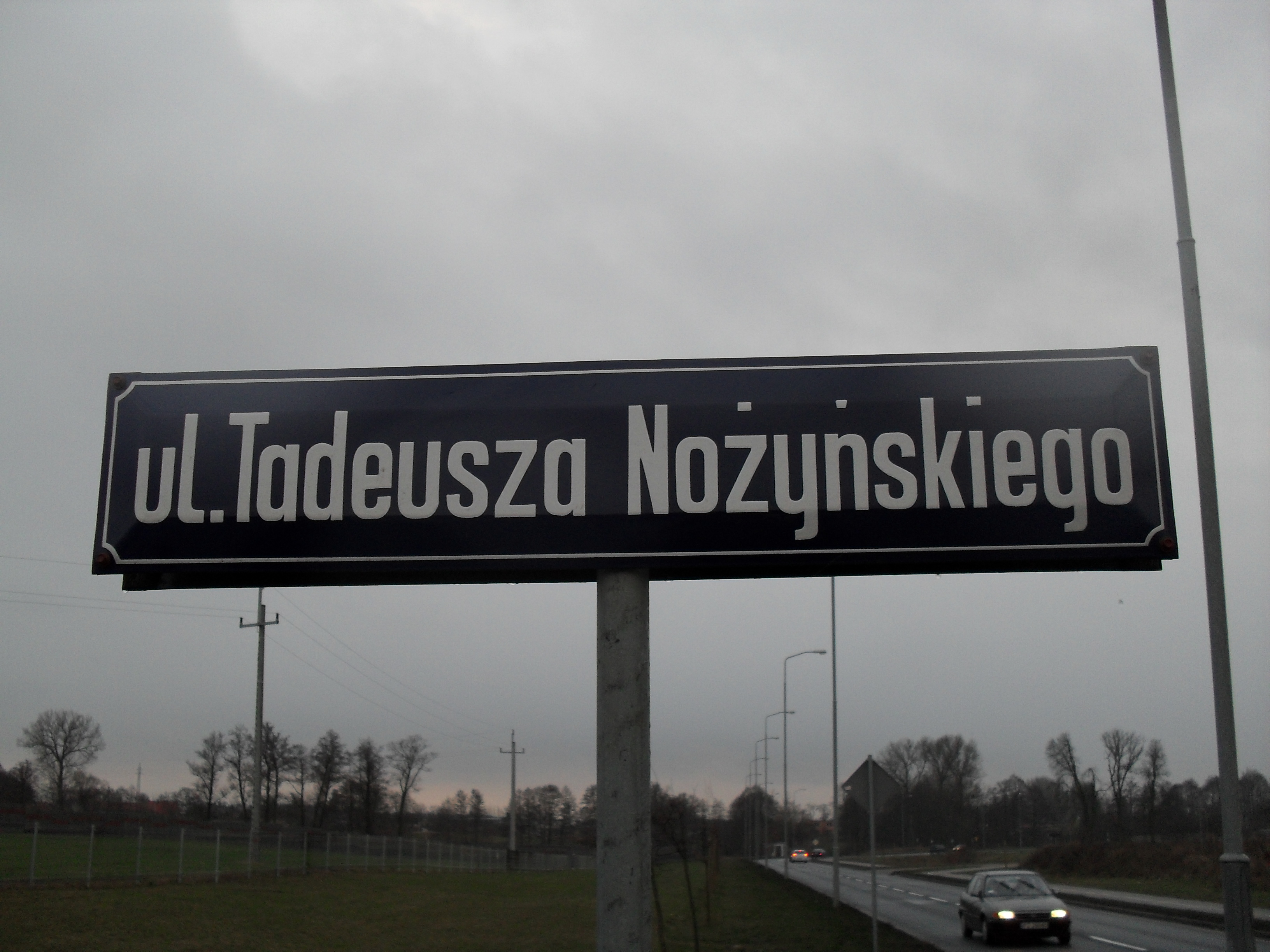
ul. Tadeusza Nożyńskiego w Wągrowcu

- Honorowa Nagroda Miasta Wągrowca (2000)[11]
- Laureat „Wągrowczanina roku” (1994)
- Jego imieniem nazwana została ulica w Wągrowcu
- Jego imieniem została nazwana biblioteka w Zespole Szkół Ponadgimnazjalnych nr 2[12][13]
- W 1994 ukazała się książka o Tadeuszu Nożyńskim autorstwa Marii Baar[14]
- Złoty Krzyż Zasługi
- Krzyż Kawalerski Orderu Odrodzenia Polski
- Krzyż Komandorski Orderu Odrodzenia Polski
- Odznaka Honorowa za Zasługi w Rozwoju Województwa Poznańskiego
- Odznaka Honorowa za Zasługi w Rozwoju Województwa Pilskiego
- Złota Odznaka Związku Nauczycielstwa Polskiego
- Złota Odznaka z Laurem Pilskiego Związku Chórów i Orkiestr
- Zasłużony Działacz Kultury
- Medal Rodła
- Dyplomy: Koła Śpiewaczego w Wągrowcu, Towarzystwa Muzycznego i Orkiestry Symfonicznej w Wągrowcu, Rady Postępu Pedagogicznego w Poznaniu, Głównego Urzędu Statystycznego, Chóru Nauczycielskiego w Wągrowcu, Pedagogicznej Biblioteki Wojewódzkiej w Pile, Naczelnika Miasta Wągrowca

## Rodzina
Matka Tadeusza Nożyńskiego zmarła w 1919 roku, a ojciec w 1930 roku. Siostry również umarły młodo. Brat – Antoni Nożyński w czasie okupacji pracował w konspiracji (zmarł w 1990, wnukiem Antoniego jest muzyk i aktor Kamil Nożyński). W 1936 roku Tadeusz Nożyński zawarł związek małżeński ze Stefanią Klatt, która była siostrą Janiny Klatt. Tadeusz i Stefania Nożyńscy mieli trójkę dzieci: Hannę (zmarła jako dziecko), Andrzeja (ur. 1945, muzyk, nauczyciel, wieloletni śpiewak Poznańskich Słowików) i Ewę (ur. 1950, nauczycielka historii).

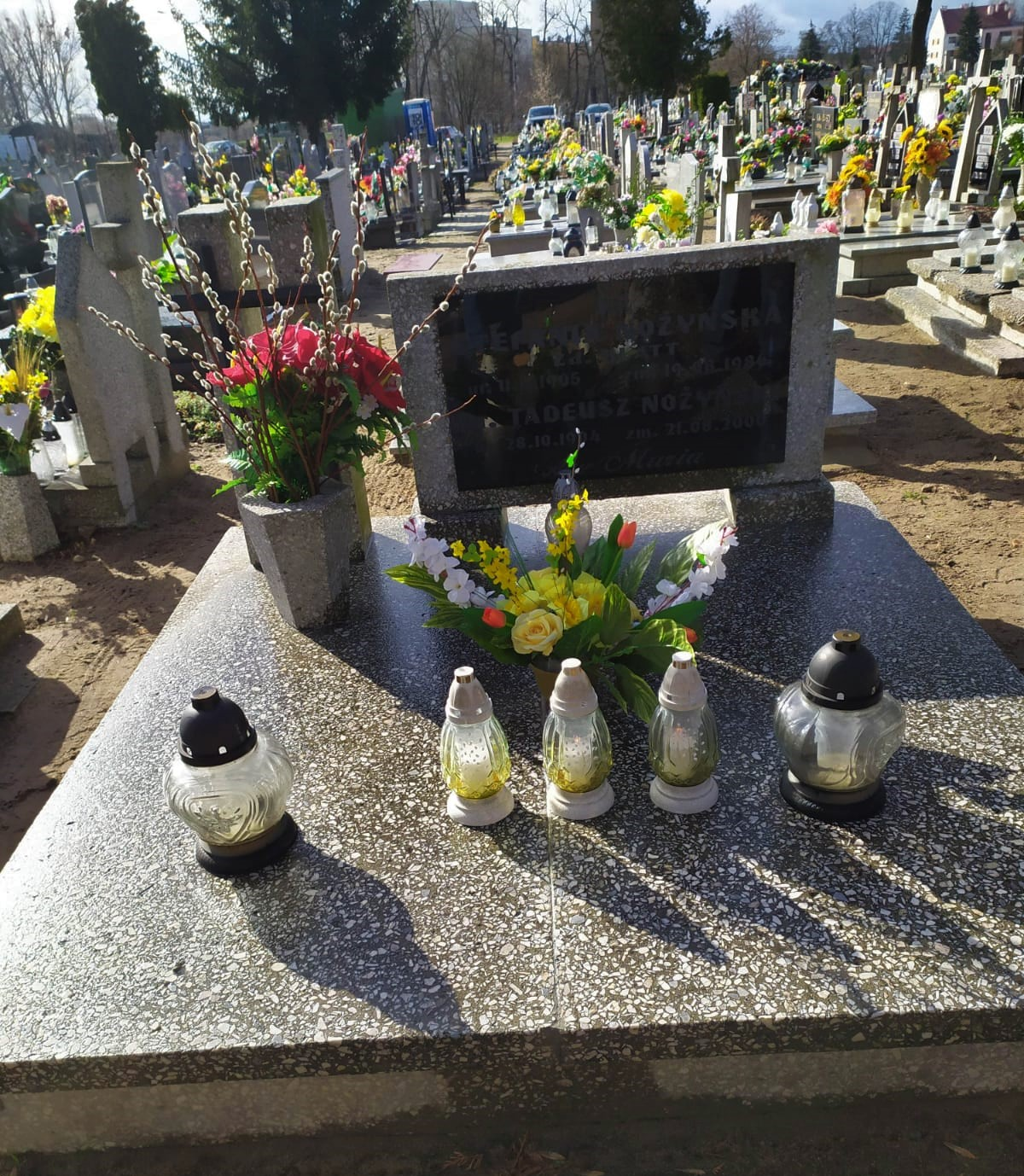
Grób Stefanii i Tadeusza Nożyńskich w Wągrowcu

## Wybrane publikacje
- Zarys dziejów miasta Wągrowca (1381-1918), Towarzystwo Przyjaciół Ziemi Pałuckiej w Wągrowcu[16]
- Bractwo Kurkowe Wągrowieckie (1493-1939), Towarzystwo Przyjaciół Ziemi Pałuckiej w Wągrowcu[17]
- Źródła do dziejów Wągrowca. Szpital powiatowy w Wągrowcu (1873-1921), Towarzystwo Przyjaciół Ziemi Pałuckiej w Wągrowcu
- Dom sierot w Wągrowcu fundacji ks. J. N. Musolffa, Towarzystwo Przyjaciół Ziemi Pałuckiej w Wągrowcu
- Koło Śpiewacze Wągrowieckie 1889-1959, Towarzystwa Przyjaciół Ziemi Pałuckiej w Wągrowcu
- Złotnictwo poznańskie do końca XVIII wieku (1960)[18]
- Władysław Łokietek i jego walka o Polskę (w 600 rocznicę zgonu) 1333-1933 (1933)
- Z. Grot, T. Nożyński, Listy Wojtusia z Zawad
- T. Nożyński (red.), Księga pamiątkowa 25-lecia Towarzystwa Samodzielnych Kupców w Wągrowcu (1936)
- liczne artykuły w czasopismach naukowych oraz publicystycznych
- wiele publikacji o charakterze historycznym[19]